# M-health
Mobile health, kortweg m-health, is het gebruik van digitale toepassingen (hard- en software) in de gezondheidszorg. Met de term m-health wordt vooral verwezen naar het gebruik van mobiele toestellen en toepassingen in de zorg om gezondheidsgegevens in real time te meten en te delen tussen patiënten en zorgverleners. Het kan bijvoorbeeld gaan om het gebruik van een smartphone als toestel om gezondheidsparameters (bijvoorbeeld hartslag) te meten of het gebruik van een smartphone-applicatie om gezondheidsgegevens te delen tussen patiënten en zorgverleners. M-health is een onderdeel van het bredere domein van de 'e-gezondheid' (e-health), het gebruik van alle mogelijke soorten informatietechnologie om de zorg voor de patiënt zo efficiënt en zo vlot mogelijk te laten verlopen.

## België
Om m-health een officiële plaats te geven in de reguliere gezondheidszorg lanceerde federaal minister van Volksgezondheid Maggie De Block samen met haar collega-ministers van de deelstaten in 2015 een geüpdatete versie van het plan eGezondheid.
In het kader van dat plan trok minister De Block 3,25 miljoen euro uit voor de realisatie van 24 pilootprojecten rond m-health. Aan de hand van de ervaringen in die projecten tekende de overheid een regulerend kader en een validatiemodel voor mobiele toepassingen in de zorg uit, in nauwe samenwerking met de federale gezondheidsadministraties en met sectorfederaties Agoria en beMedTech. 
Het validatiemodel dient om te beoordelen óf mobiele toepassingen een plaats kunnen krijgen in de reguliere gezondheidszorg, en zo ja, welke plaats.
Centraal platform
Er bestaan duizenden mobiele gezondheidstoepassingen, waardoor het voor burgers en zorgverleners erg moeilijk is om uit te maken in hoeverre ze nuttig en betrouwbaar zijn. Daar wil de overheid hen bij helpen door betrouwbare toepassingen een 'stempel' te bezorgen via dit validatiemodel. Dat naar analogie met de Apps Library van de Britse National Health Service.
Alle informatie over m-health in België en over toepassingen die beoordeeld werden aan de hand van het validatiemodel, wordt gepubliceerd op het platform Mobile Health Belgium, afgekort als mHealth Belgium.
Het platform werd in eerste instantie beheerd door sectorfederaties beMedTech en Agoria samen met het Riziv. Eind 2023 liep de publiek-private samenwerking voor het beheer van het platform ten einde. beMedTech en Agoria beslisten daarna om mHealth Belgium samen voort te zetten.